# President Roxas (Cápiz)
Pour les articles homonymes, voir President Roxas.
President Roxas est une municipalité de la province de Cápiz, aux Philippines. En 2015, la localité compte 29 676 habitants.